# Pterocymbium stipitatum
Pterocymbium stipitatum är en malvaväxtart som beskrevs av Cyril Tenison White och Francis. Pterocymbium stipitatum ingår i släktet Pterocymbium och familjen malvaväxter. Inga underarter finns listade i Catalogue of Life.